# Odontolabis intermedia
Odontolabis intermedia là một loài bọ cánh cứng trong họ Lucanidae. Loài này được Van de Poll mô tả khoa học năm 1889.